# Stawanie w dryf
Stawanie w dryf – manewr żeglarski polegający na zatrzymaniu jednostki pływającej na otwartej wodzie (np. przy sfalowanej powierzchni wody i wietrze, gdy nie można użyć kotwicy, ani też dowiązać jednostki np. do boi lub innej większej jednostki pływającej). Manewru tego dokonuje się poprzez specyficzne ustawienie żagla i steru w takiej kombinacji, która będzie wykorzystywała energię wywołującą dryf (zarówno wiatru jak i wody) do ruchów wahadłowych jednostki w poprzek kierunku dryfu.
W rzeczywistości zatrzymanie jednostki podczas postawienia jej w dryf jest pozorne, gdyż porusza się ona cały czas z kierunkiem dryfu, jednakże jej prędkość jest niewielka. Stawanie w dryfie wykonuje się w różnych celach, np. aby cała załoga (lub jej większość) mogła się spotkać razem nie zajęta bieżącymi obowiązkami (np. na czas spożycia posiłku w spokojnych warunkach), dla uprawiania innych zajęć (np. wędkarstwa, nurkowania), dla przepuszczenia innej jednostki, podjęcia z wody rozbitka lub wyłowienia z niej innej rzeczy, na czas spotkania dwóch jednostek na otwartej wodzie, a także dla wykonania niezbędnych napraw bez dobijania do brzegu.
Manewrem podobnym do stawania w dryfie jest sztormowanie, czyli bardzo powolne płynięcie pod wiatr i fale przy tak silnie wzburzonej wodzie, że nie można płynąć w zamierzonym kierunku, mające zabezpieczyć jednostkę przed wywróceniem.